# Kanton Dun-le-Palestel
Kanton Dun-le-Palestel (francouzsky Canton de Dun-le-Palestel) je francouzský kanton v departementu Creuse v regionu Limousin. Tvoří ho 13 obcí.

## Obce kantonu
- La Celle-Dunoise
- La Chapelle-Baloue
- Colondannes
- Crozant
- Dun-le-Palestel
- Fresselines
- Lafat
- Maison-Feyne
- Naillat
- Sagnat
- Saint-Sébastien
- Saint-Sulpice-le-Dunois
- Villard